# Anton Marty
Anton Marty (n. 18 octombrie 1847, Schwyz⁠(d), cantonul Schwyz, Elveția – d. 1 octombrie 1914, Praga, Austro-Ungaria) a fost un filozof, profesor și preot catolic austriac, născut în Elveția. Membru al Școlii lui Brentano, el a fost specializat în filosofia limbajului, filosofia psihologiei și ontologiei. A fost foarte influent la Universitatea din Praga, unde a fost rector de două ori.

## Biografie
Marty a fost student și adept al lui Franz Brentano, profesorul său la Universitatea din Würzburg între anii 1868–1870. În acest timp l-a cunoscut pe Carl Stumpf (viitor profesor al lui Constantin Rădulescu-Motru și rector al Universității din Berlin), legânndu-se o prietenie strânsă. S-a îndreptat spre cariera de preot, fiind hirotonit în 1870, dar a abandonat activitatea preoțească în 1872, asemenea lui Brentano, pentru a exprima faptul că nu acceptă doctrina infailibilității papale.
Cariera sa academică a început la Göttingen, unde, sub îndrumarea lui Hermann Lotze, a obținut diploma în 1875 cu o teză despre originea limbajului intitulată Kritik der Theorien uber den Sprachursprung.
A predat la Universitatea „Franz Joseph” din Cernăuți, recent înființată, din 1875 până în 1880. Nu se cunosc multe lucruri despre viața sa din această perioadă. Carl Stump notează: "Un an mai târziu, Anton Marty, cel mai bun prieten al meu din anii studenției mele la Wurzburg, s-a întors de la Cernăuți. Interacțiunea și colaborarea mea cu acest bărbat, remarcabil prin mintea și caracterul său ascuțit, a cărui studii în filosofia limbajului l-au propulsat în profunzimile psihologiei cognitive, a fost un imens bonus pentru mine."
A predat apoi la Universitatea Carolină din Praga. La scurt timp după numirea sa, această universitate a fost divizată în două instituții separate: una cehă și alta germană, care aveau totuși legături între ele. Marty a rămas la Universitatea germană „Karl-Ferdinand”, unde a îndeplinit, de asemenea, funcția de decan și apoi pe cea de rector, până la pensionarea sa în 1913.
Opera sa principală este Untersuchungen zur Grundlegung der allgemeinen Grammatik und Sprachphilosophie , publicată în 1908. În această lucrare critică ideile lui Immanuel Kant și îl apără pe Johann Gottfried Herder. În opinia lui Marty "tot ceea ce exprimă limbajul sunt (…) relațiile psihice și obiectele lor. Oricine are o privire de ansamblu corectă asupra lor vede și toate posibilitățile semantice care pot fi realizate oricând în orice limbă."
Lingvistii Școlii din Praga au fost influențați de lucrările sale.
A fost prieten prin corespondență cu Edmund Husserl și William James.
Franz Kafka a participat la cursurile sale de filosofie, în timp ce studia la Universitatea din Praga.
A murit în toamna anului 1914, la 66 de ani, la Praga. Multe din manuscrisele sale sunt păstrate la Biblioteca din Berna.